# Nanatsu no Kata
Le Nanatsu no Kata est un kata de judo.

## Étymologie japonaise
Le nom du Nanatsu no Kata est composé des mots japonais nanatsu (sept), no (de, à) et kata (forme). Il signifie donc « Forme des Sept ».

## Histoire
- Ce kata exploite le principe de l'eau, l'ondulation et le ressac des vagues et imprime au corps de Tori la souplesse et la puissance des vagues et du ressac. Il aurait été proposé en complément de l'Itsutsu no kata, la Forme des Cinq.
- Maître Kanô Jigorô n'aurait pas eu la possibilité de terminer celui-ci et aurait laissé la porte ouverte pour que l'on y apporte la suite.